# Chess
Chess és un musical amb llibret de Richard Nelson, lletres de Tim Rice i Björn Ulvaeus i música de Björn Ulvaeus i Benny Andersson, antics membres d'ABBA. La trama gira al voltant d'un triangle amorós entre dos jugadors d'escacs, un d'estatunidenc i un altre de soviètic, enmig d'un campionat del món d'escacs, i la dona que exerceix de mànager d'un i que s'enamora de l'altre; tot enmig del context de la Guerra Freda entre els Estats Units i la Unió Soviètica, durant la qual ambdós països volien guanyar els títols mundials d'escacs per motius propagandístics. Tot i que cap dels personatges no prova de representar ningú en concret, el caràcter de l'americà va basar-se lleugerament en el del Gran Mestre Bobby Fischer, i alguns elements de la història podrien estar inspirats en les carreres dels Grans Mestres soviètics Víktor Kortxnoi i Anatoli Kàrpov.
Seguint l'esquema de Jesus Christ Superstar i Evita, es publicà un àlbum conceptual de gran èxit el 1984. La primera producció teatral de Chess s'estrenà al West End londinenc el 1986, representant-se durant 3 anys. El 1988 s'estrenà una versió molt alterada a Broadway, que només va estar dos mesos en cartell. Chess és sovint revisada per a noves produccions, moltes de les quals intenten unir elements de les versions de Londres i de Nova York; tot i això, mai no s'ha realitzat encara cap gran revival ni al West End ni a Broadway.
En una enquesta entre l'audiència de la BBC Radio 2 sobre els Musicals Essencials britànics, Chess va situar-se en la setena posició.

## Història
Des de feia molt de temps, Tim Rice volia crear un musical sobre la Guerra Freda; ja a la dècada dels 70 havia pensat a escriure un musical sobre la Crisi dels míssils de Cuba amb el seu col·laborador habitual, Andrew Lloyd Webber. El 1979, Rice va pensar a narrar la història mitjançant el prisma de la rivalitat entre americans i soviètics als escacs: havia quedat fascinat per les maquinacions polítiques a la Partida del Segle entre Bobby Fischer i Borís Spasski. En aquells moments, però, Lloyd Webber estava enfeinat amb el musical Cats, i el productor americà Richard Vos li proposà treballar amb Andersson i Ulvaeus, sabedor que els músics suecs estaven buscant projectes fora d'ABBA. Ricce, que era un fan d'ABBA, es mostrà d'acord (posteriorment declararia que va fer-ho sense reserves car hi havia un cert sentit teatral a l'estil d'ABBA) Rice es trobà amb ells per primera vegada a Estocolm al desembre de 1981 per parlar sobre l'argument (Vos també hi era present), i ràpidament acordaren tirar endavant el projecte (un any després, ABBA deixà d'actuar, i Rice faria broma dient potser va ser culpa meva)
Durant 1983, Rice, Andersson i Ulvaeus van treballar en el projecte. Rice va descriure com volia que fossin certes cançons, llavors Andersson i Ulvaeus les escrivien i enviaven les amb els enregistraments a Rice, qui escrivia les lletres. Algunes de les cançons contenien elements de música que Andersson i Ulvaeus havien escrit anteriorment per a ABBA: el cor de "I Know Him So Well", per exemple, estava basat en el cor de "I Am An A", una cançó de la gira de 1977 d'ABBA; mentre que el cor de "Anthem" usava els acords del solo guitarra de "Our Last Summer". Ulvaeus també li donà algunes lletres per emfatitzar els esquemes rítmics de la música, i algunes d'elles van acabar sent incloses a la versió final, car Rice les trobà molt bones ("One night in Bangkok makes a hard man humble" és potser l'exemple més conegut). Una cançó, que acabà sent "Heaven Help My Heart", va ser enregistrada per Agnetha Fältskog amb el títol "Every Good Man"; però cap de les lletres originals d'aquesta cançó s'usà per la versió definitiva.
Es decidí llançar la banda sonora com un àlbum conceptual abans que es realitzés cap producció teatral, una estratègia que havia estat de gran èxit amb els dos musicals previs de Rice, Jesus Christ Superstar i Evita. L'enregistrament de Chess començà al novembre de 1983, principalment als Polar Studios d'Estocolm, amb les parts orquestrals i corals fetes a Londres per la London Symphony Orchestra. El mateix Andersson tocà els teclats. Els protagonistes, simplement anomenats "l'Americà" i "el Rus" a l'àlbum, van ser cantats per Murray Head i Tommy Körberg, respectivament; Florence, l'amant primer de l'Americà i després del Rus, va ser cantada per Elaine Paige, mentre que el personatge de Svetlana, l'esposa russa, va ser cantat per Barbara Dickson. L'àlbum va ser mesclat per Michael B. Tretow, que anteriorment ja havia treballat en tots els enregistraments d'ABBA.
El doble LP resultant va ser publicat a la tardor de 1984. La música de l'àlbum va ser descrita per The New York Times com un enregistrament sumptuós... un pastitx grandiós que té mitja dotzena de bases, des de Gilbert i Sullivan als darrers Rodgers i Hammerstein; de l'òpera italiana al pop de moda de sintetitzadors, arranjat meravellosament per la London Symphony Orchestra amb ostentosos adorns electrònics. Un dels singles de l'àlbum, "One Night in Bangkok," cantat per Murray Head, arribaria al número 3 del US Billboard; i el duet de Elaine Paige i Barbara Dickson "I Know Him So Well" arribaria al número 1 de la llista de singles britànica, guanyant el Premi Ivor Novello com el millor single.
El 27 d'octubre de 1984, la versió en concert de Chess s'estrenà amb el repartiment original al Barbican Centre de Londres, interpretant-se després a Hamburg, Amsterdam i París, fins a la presentació final l'1 de novembre al Berwaldhallen d'Estocolm.
El 1985, es realitzaren video-clips de les cançons "One Night in Bangkok", "Nobody's Side", "The Arbiter", "I Know Him So Well" i "Pity the Child",, realitzats pels intèrprets de l'àlbum i dirigits per David G. Hillier. Van ser publicats junts en un vídeo VHS titulat Chess Moves.

### West End
Chess s'estrenà al de Londres el 14 de maig de 1986, tancant el 8 d'abril de 1989. En un inici havia de ser dirigit per Michael Bennett, però marxà a causa de problemes de salut, després de fer el repartiment i d'aprovar els dissenys de vestuari i escenografia. La direcció passà a mans del director Trevor Nunn, que aconseguí estrenar l'espectacle en la data prevista, tot i la dificultat tècnica. Els 3 cantants principals de l'àlbum, Elaine Paige, Tommy Körberg i Murray Head, van reprendre els seus papers a l'escenari; mentre que Barbara Dickson declinava fer-ho, i el seu paper va passar a mans de Siobhán McCarthy.
D'acord amb les declaracions de l'escenògraf Robin Wagner, la versió original de Bennet era un show multimèdia, amb elaborats pisos basculants, fileres de monitors de televisió i d'altres tocs tecnològics. Nunn, conscient que no podria fructificar la visió de Bennet, aplicà el seu estil realista a l'espectacle, tot i que les bases de la gegantina escenografia encara estaven presents a l'espectacle de Nunn. S'incloïen 3 grans pantalles de vídeo, i en la principal apareixien comentaris del mestre William Hartston, així amb aparicions de comentaristes de la BBC.
Va ser una gran producció, amb un cost estimat de $12 milions. Expandia la línia argumental de l'àlbum conceptual, afegint diversos recitatius nous i atraient a diverses estrelles del West End, com Anthony Head, Grania Renihan, David Burt i Peter Karrie, durant els 3 anys en què es representà.
La producció guanyà el Premi Critics' Circle Theatre de 1986 a Millor Musical, i rebé 3 nominacions als Premis Laurence Olivier: Millor Musical, Millor Actor de Musical (Tommy Körberg) i Millor Actriu de Musical (Elaine Paige). Curiosament, en dues d'aquestes categories (Millor Musical i Millor Actor), Chess va perdre davant The Phantom of the Opera, d'Andrew Lloyd Webber, l'antic col·laborador de Rice.

#### Rebuda de la crítica
L'estrena del musical provocà una opinió variada dels crítics, tendint cap a una crítica favorable: d'acord amb Variety Magazine, una de les majors escenes de masses al West End de la memòria recent. En canvi, The Sunday Times deia que era una història improbable disfressada de musical seriós, o The Guardian, que deia que un musical és només tan bo com ho sigui el seu llibret, i aquí n'hi ha un que s'enfronta a un desastre incipient.
The Daily Telegraph deia que l'espectacle, embolicat en un bonic paper de regal... obligava a l'admiració; The Times afirmava que sembla una bona peça d'artesania que mostra un mega-musical envolcallant una forma de vida intel·ligent; i el International Herald Tribune deia que calia felicitar un espectacle que posava en escena de forma notablement dramàtica... posant en escena una considerable intel·ligència i invenció.

### Broadway
Després de l'estrena a Londres, l'equip creatiu decidí que s'havia de replantejar l'espectacle de dalt a baix. Trevor Nunn treballà amb l'escriptor Richard Nelson per recrear el musical com un llibre a l'ús. Nunn portà protagonistes nous i més joves, després que desqualifiqués a Paige pel paper de Florent insistint a Nelson de recrear el personatge com una americana. La història canvià dràsticament, amb nous personatges, escenaris i diversos elements diferents a la trama, tot i que l'argument bàsic seguia sent el mateix. Com Benny Anderson afirmà a Variety, "la diferència principal entre Londres i aquí rau en el fet que a Londres només hi havia dos o tres minuts de diàleg parlat. Aquí, per tal de fer alguns punt més clars, hi havia un terç de diàleg". Els canvis necessitaven l'enregistrament per ser reendreçats, i les comparacions entre l'enregistrament de Broadway i l'àlbum conceptual original mostraven la dramàtica extensió dels canvis. Robin Wagner redissenyà completament l'escenografia, amb unes torres que es movien contínuament durant l'espectacle, en una temptativa de donar una sensació de fluïdesa cinematogràfica.
La primera prèvia va ser l'11 d'abril de 1988 i durava 4 hores, amb un descans inesperat de 90 minuts (van haver problemes amb els decorats); i la funció de la nit d'estrena, el 28 d'abril, durà 3 hores i 15 minut. Però malgrat unes bones vendes anticipades, la producció de Broadway no aconseguí tenir un gran públic i tancà el 25 de juny, després de 17 prèvies i 68 funcions.
La producció de Broadway aconseguí diverses nominacions a grans premis. En va tenir 5 per als Premis Drama Desk: Actor Més Destacat en un Musical (David Carroll), Actiu Més Destacada en un Musical (Judy Kuhn), Actor de Repartiment Més Destacat en un Musical (Harry Goz), Música Més Destacada (Andersson i Ulvaeus) i Il·luminació Més Destacada. Carroll i Kuhn també van ser nominats per al Premi Tony a les categories de Millor Actor i Millor Actriu. Cap d'ells va acabar sent premiat; però Philip Casnoff rebé el Premi Theatre World de 1988 al Millor Debutant. L'enregistrament del repartiment original de Broadway va ser nominat al Premi Grammy de 1988 en la categoria de Millor Musical; però va perdre davant de Into the Woods de Stephen Sondheim.
Posteriorment, el musical es transformà en un objecte de culte basat principalment en l'enregistrament de l'àlbum conceptual original.
El 2001, Tim Rice admetia en una entrevista que després del fracàs comparatiu de "Chess", el meu favorit de sempre, vaig desilusionar-me amb el teatre. També comentà que pot sonar arrogant, però "Chess" és tan bo com qualsevol altre treball meu."

#### Rebuda de la crítica
Molts crítics lamentaren el show, el més notable va ser Frank Rich del The New York Times, "el vespre ha tingut la consistència teatral de les arenes movedisses", descrivint-ho com una suite de tantums, on els personatges... passen d'un a l'altre a música rock. Howard Kissel del New York Daily News deia que l'espectacle estava molt amplificat i que cap de les històries d'amor enganxa emocionalment, mentre que Newsweek deia que un monstre de Broadway, i opinava que "Chess" assalta el públic amb una despietada barreja d'escenes i números que són uns músculs flàcits amb auto-importància.
Alguns crítics, tot i això, el van lloar enormement: William A. Henry III va escriure una bona crítica a la revista Time: "Amb una clara conducció narrativa, una posada en escena cinematogràfica per part de Nunn, tres actuacions dels protagonistes superbes fetes per actors que volen ser complexos i unlikeable i una de les millors partitures rock mai produïdes pel teatre. És un espectacle angry, difficult, demanding i rewarding, un dels que està al límit de les formes.". Tots els crítics es mostraren d'acord amb el lloar les 3 actuacions protagonistes (Judy Kuhn, David Carroll i Philip Casnoff)
Benny Andersson comentà sobre les crítiques negatives a Broadway: "No sé per què no va agradar... Sé que la majoria del públic s'aixecaven i ho aplaudien tot al final. Sembla que emocionalment s'involucraven a l'espectacle, i realment els agradava"

### De 1989 a l'actualitat
Pocs mesos després de tancar a Broadway, el gener de 1989, es realitzà una versió concert al Carnegie Hall, interpretada pel repartiment original en una actuació amb fins benèfics. Al setembre Judy Kuhn s'uní als dos protagonistes del West End (Körberg i Head) a Skellefteå, Suècia, on realitzaren dues actuacions en concert del musical durant la final del torneig del Campionat del Món d'Escacs de 1989.
Chess gaudia d'un èxit relatiu, combinant la popularitat de l'àlbum i els problemes del guió, en un terreny adobat per aquells que cercaven "fer-ho bé", fins i tot quan les condicions històriques i la caiguda de la Unió Soviètica van fer que pogués quedar desfasat.
El primer gran intent per fer un revival va ser la gira americana portada a terme entre gener i juliol de 1990. Aquesta gira era protagonitzada per Carolee Carmello, John Herrera, i Stephen Bogardus, i dirigida per Des McAnuff, car Trevor Nunn declinà participar. Robert Coe, l'escriptor que col·laborà amb McAnuff en revisar el guió, restaurà la majoria de les cançons originals de Londres i eliminà les noves cançons escrites per a Broadway, tot i que només tenia quatre setmanes per completar una complexa reestructura (les edicions pels Estats Units mantenen el llibret de Nelson). La gira s'estengué durant 7 mesos, i si bé no va ser un gran èxit, va obtenir bones crítiques.

## Detalls de la producció del musical

### L'àlbum conceptual
L'àlbum doble rebé crítiques diverses "una partitura enlluernadora que cobreix gairebé totes les bases del pop" (Rolling Stone), "una síntesi de rock simfònic amb melodies sofisticades" (Time) i va ser un gran èxit comercial per tot el món. Va estar al Top 10 al Regne Unit, Alemanya i Sud-àfrica, va ser el número 1 durant 7 setmanes a Suècia, el 47è als Estats Units, el 35è a Austràlia i el 39è a França.

#### Repartiment
- Florence — Elaine Paige
- The American — Murray Head
- The Russian — Tommy Körberg
- Molokov — Denis Quilley
- Svetlana — Barbara Dickson
- The Arbiter — Björn Skifs

Els personatges "The American" i "The Russian" no tenien cap altre nom. Això es modificà quan l'àlbum s'expandí i s'adaptà per al teatre.

#### Cançons
| I Acte - "Merano" - "The Russian i Molokov" / "Where I Want to Be" — The Russian i Molokov / The Russian - "Opening Ceremony" - "Quartet (A Model of Decorum i Tranquility)" - "The American i Florence" / "Nobody's Side" - "Chess" — Orchestra - "Mountain Duet" — Florence i the Russian - "Florence Quits" — Florence - "Embassy Lament" - "Anthem" — The Russian | II Acte - "Bangkok" / "One Night in Bangkok" — The American i Ensemble - "Heaven Help My Heart" — Florence - "Argument"- Florence i the Russian - "I Know Him So Well" — Florence i Svetlana - "The Deal (No Deal)" — Walter i Molokov - "Pity the Child" — The American - "Endgame" — The Russian, The American, Florence, Svetlana i Ensemble - "Epilogue: You i I" / "The Story of Chess" — Florence, The Russian, i Svetlana |

### Londres

#### Argument

##### I Acte
Chess comença amb una descripció de la invenció, i la història inicial del joc dels Escacs 
El Campionat del Món d'Escacs està a punt de celebrar-se a Merano, una ciutat tirolesa del Nord d'Itàlia. El campió, (l'Americà, d'uns trenta i escaig) està defenent el seu títol davant el nou aspirant (el Rus, d'uns quaranta-pocs). L'Alcalde i la gent de Merano estan preparats per rebre al Campió Americà, Freddie Trumper, en tota una esplendor cívica. Trumper arriba durant les celebracions, i se'n riu del comitè de benvinguda, deixant les disculpes i les salutacions per la seva segona, Florence Vassy, i pels altres membres de la delegació. El seu comportament és un moviment calculat per aixecar l'interès i assegurar que només hi haurà un passadís durant el torneig 
Llavors anem fins a les dependències de l'aspirant soviètic, Anatoly Sergievsky, on han estat discutint el darrer estirabot de Freddie Trumper a la conferència de premsa. Molokov, el sinistre oficial del KGB, ha explicat les seves idees per les tàctiques per les partides. Anatoly prefereix jugar a escacs i escapar dels que s'anomenen amics seus.
Els delegats soviètics i americans es troben al despatx de l'Àrbitre per unes discussions amistoses, però el to dels adoradors de l'esportivitat estan lluny de ser amistosos.
Les normes del torneig són clares: el primer que guanyi sis partides serà declarat el nou campió del món; les partides que acabin en taules no comptaran. Ara l'Àrbitre asserts la seva autoritat.
Tan aviat com els oficials i els jugadors han declarat la seva dedicació al pur i noble esperit del joc dels Escacs, l'escenari és pres pels homes de màrketing, determinats a fer una matança financera explotant el torneig. "Estem aquí per dir-li, que hem vingut a vendre escacs"
El torneig comença, i Freddie guanya dues partides ràpidament. La partida següent, això no obstant, acaba en un rebombori després que els jugadors, irritats per gestos pertorbadors i fins i tot un cop de peu per sota la taula, acaben a cops i amb el tauler a terra. Freddie marxa, deixant a Florence, Molokov i a l'Àrbitre perquè arreglin la discussió amb Anatoly.
Florence arranja un encontre amb Anatoly en un balneari a la muntanya. Freddie també no ha estat perdent el temps, negociant les condicions financeres per una represa del joc. Està enfadat perquè Florence, de fet hongaresa, estigui fent tractes amb els soviètics. Els dos discuteixen i Freddie deixa sola a Florence per revisar la seva relació.
Florence i Anatoly es troben al balneari. Durant una estona esperen a Freddie, sense parlar-se. Donada l'absència, finalment parlen, admeten l'atracció mutua, i acaben en una abraçada. El moment es trenca amb l'entrada de Freddie. Acusa a Florence de connivència amb el país que la va separar del seu pare a Hongria el 1956. El torneig entre Trumper i Sergievsky es reprèn, però l'americà cau ràpidament. Cinc a dos i amb una posició desesperada a una partida inacabada, està a punt de perdre el seu títol. Per seguir amb els seus problemes, Florence finalment el deixa. Sol, Freddie recorda la seva infeliç infància que el porta al seu estat actual d'insolació emocional.
Sergievsky és proclamat com a Vigent Campió. Els soviètics se n'alegren però el seu humor canvia fins a la ira quan l'heroi del moment trenca amb els seus caps i fuig amb Florence i els americans. Les notícies que arriben són que està demanant asil polític a l'oest. Al consolat, això no obstant, els funcionaris no estan gens impressionats.
Mentre que se succeeixen les formalitats per la deserció d'Anatoly, Florence s'anticipa als problemes de la seva nova relació, i cap a on la portarà. Anatoly queda sorprès per ser emboscat pels periodistes, recolzat per Walter, el membre de la CIA, intentant treure profit polític de la seva deserció. Nega que abandoni res, i només parla de com estima la seva terra.

##### II Acte
El segon acte comença a Bangkok, un any després, on Anatoly Sergievsky està disposat a defendre el seu títol davant el nou aspirant rus, Leonid Viigand. Frederick Trumper, el campió anterior, torna a estar allà, però aquest cop aparentment només com a periodista televisiu.
Les files soviètiques mostren signes de preocupació. Molokov els tranquil·litza esalzant les virtuts del seu campió, Viigand, i els explica els seus plans per desconcertar a Anatoly preparant una confrontació amb la seva dona. Contents pel pla, beuen fins a caure.
Svetlana, l'esposa d'Anatoly, arriba a Bangkok. Ella i Florence canten sobre les seves diferents impressions de l'home que estimen, i a qui creuen conèixer bé.
La pressió s'acumula sobre Anatoly mentre que l'enfrontament amb Viigand arriba al seu clímax. Ha de guanyar la darrera partida per retenir el seu títol, però està preparat per perdre la partida per tal d'assegurar la llibertat del pare de Florence, que ara s'ha descobert que està viu a la Unió Soviètica.
Anatoly guanya la darrera partida brillantment. Ara s'adona que l'única solució pels seus problemes és tornar a la Unió Soviètica. Ell i Florence canten sobre l'infeliç final del seu romanç.

#### Cançons
| I Acte - The Story of Chess - Merano - Commie Newspapers / Press Conference - Anatoly and Molokov / Where I Want to Be - US vs USSR (Diplomats) - The Arbiter's Song - Hymn to Chess - Merchandisers - Chess #1 - The Arbiter — Reprise - Quartet — A Model of Decorum i Tranquility - Florence & Molokov - The American i Florence/1956 — Budapest is Rising - Nobody's Side - Der Kleine Franz - Mountain Duet - Chess #2 - Florence Quits / A Taste of Pity - Pity the Child - Embassy Lament - Heaven Help My Heart - Anatoly i the Press - Anthem | II Acte - The Golden Ballet / One Night in Bangkok - One More Opponent - You and I - The Soviet Machine - The Interview - The Deal - I Know Him So Well - Talking Chess - Endgame - You i I (Reprise) - Finale |

#### Repartiment Original
- Frederick Trumper — Murray Head
- Florence Vassy — Elaine Paige
- Anatoly Sergievsky — Tommy Körberg
- Alexander Molokov — John Turner
- Walter de Courcey — Kevin Colson
- L'Arbitre — Tom Jobe
- Svetlana Sergievsky — Siobhán McCarthy
- Mayor of Merano — Richard Mitchell
- Presentador de TV — Peter Karrie
- Funcionaris — Richard Lyndon, Paul Wilson

### Broadway

#### Argument
La versió de Broadway tenia localitzacions diferents i un segon acte completament diferent. En particular, tot l'espectacle era al voltant d'un únic campionat d'escacs, no dos. El primer acte anava sobre la primera part del campionat, amb seu a Bangkok, mentre que el segon mostrava la conclusió, i succeïa a Budapest.

##### I Acte
El Campionat del Món d'Escacs s'està celebrant a Bangkok. En una conferència de premsa, l'aspirant americà, Freddie Trumper, desafia l'afecte del públic, mentre que el vigent campió, el soviètic Anatoli Sergievski, i Molokov, el seu segon, el veuen amb curiositat i desdeny. Durant la competició, Freddie acusa a Anatoli que està rebent ajut exterior mitjançant el iogurt que s'està menjant, i Freddie marxa, deixant la seva segona, Florence, discutint-se amb l'Àrbitre i els russos. Florence li recrimina l'acció, però ell insisteix que ella, que va haver de fugir d'Hongria el 1956, li hauria de fer suport.
Una trobada per resoldre les coses va malament i acaba amb el rus i Florence junts, que senten alguna cosa l'un per l'altra. Freddie se suposava que hauria d'assistir, però s'inclina cap a la vida nocturna i arriba tard per veure a Anatoli i a Florence donant-se la mà. Quan després l'acusa de consirar contra ell, ella li replica que ningú és al costat de ningú, i decideix deixar-lo. Mentre que el torneig segueix, Freddie no sap què fer, acabant el Primer Acte amb una victòria i 5 pèrdues; una derrota més li costarà el torneig. Anatoli sorprèn a tothom desertant al final del Primer Acte. Responent a les preguntes sobre la seva lleialtat, el seu Himne declara que la mena terra només s'estén fins als límits del meu cor.

##### II Acte
Vuit setmanes més tard, tothom està a Budapest per assistir a la conclusió del torneig. Florence està encantada de tornar a la seva ciutat, però es dol que no recorda res d'ella, ni tan sols sap què li va passar al seu pare, des que ell la va deixar el 1956. Molokov li ofereix ajut i comença a investigar el destí del pare de Florence. Ben aviat es torna en una conxorxa política, on principalment els soviètics volen que Anatoli torni; fins i tot Svetlana, l'esposa d'Anatoli, ha hagut de viatjar fins a Budapest per posar-li pressió indirectament. Aquestes amenaces fan que la relació amb Florence se'n ressenti, i ella comparteix els seus anhels amb Svetlana. L'stress impedeix a Anatoli que pugui jugar a escacs, i Freddie comença a guanyar partides fins que empaten a 5. Molotov porta un home que diu que és el pare de Florence, i li diu que el dolor caurà sobre l'home si Florence segueix amb Anatoli. Durant la partida final Anatoli s'adona que malgrat tot el dolor que ha patit des de la seva deserció, no pot fer mal el seu amor, Florence, privant-la del seu pare. Escull revocar la seva deserció i comet un error tàctic. Freddie pren avantatge de la badada i procedeix a guanyar la partida i el torneig, esdevenint el nou campió del món. Anatoli torna a Moscou com un home trencat.
Florence està esperant el seu pare per així poder marxar a Amèrica quan Walter se li apropa. Li confessa que el vell no és el seu pare, i que el seu pare el més probable és que estigui mort. Sembla que els soviètics havien fet un tracte amb Walter, un agent secret de la CIA, segons el qual si aconseguia que Anatoli tornés, alliberarien un espia americà capturat; i finalment ha tingut èxit usant a Florence. Les seves temptatives inicials de fer tornar Anatoli mitjançant Svetlana i altres membres de la seva família han fracassat, i només ha tingut èxit usant a Florence. Mentre que cau el teló, Freddie abandona a Florence, la qual ha perdut a Anatoli i al pare que mai no havia tingut, adonant-se que, igual que Anatoli, només la mentida envolta el seu cor.

#### Cançons
| I Acte - Prologue - The Story of Chess - Press Conference# - Where I Want to Be - How Many Women - Merchandisers# - US vs USSR# - Chess Hymn† - Chess# - Quartet (A Model of Decorum i Tranquility) - You Want to Lose Your Only Friend? - Someone Else's Story - One Night in Bangkok - Terrace Duet - Florence Quits# - Nobody's Side - Anthem | II Acte - The Arbiter# - Hungarian Folk Song - Heaven Help My Heart - No Contest - You and I - A Whole New Board Game# - Let's Work Together# - I Know Him So Well - Pity the Child - Lullaby (Apukád erős kezén) - Endgame - You and I (Reprise) - Anthem (Reprise)# |

† La cançó apareix a l'àlbum, però va ser eliminat de la producció i no es troba al guió llicenciat per a la producció. 

# La cançó apareixia a la producció de Broadway, però no va ser enregistrada per a l'àlbum original.

#### Repartiment original de Broadway
- Freddie — Philip Casnoff
- Florence — Judy Kuhn
- Anatoly — David Carroll
- Molokov — Harry Goz
- Walter — Dennis Parlato
- Arbiter — Paul Harman
- Svetlana — Marcia Mitzman
- Gregor Vassy — Neal Ben-Ari
- Young Florence — Gina Gallagher
- Nikolai — Kurt Jones
- Joe, Harold (funcionaris de l'ambaixada) — Richard Muenz, Eric Johnson
- Ben — Kip Niven

## Premis i nominacions

### Producció original de Londres
| Any  | Premi                   | Categoria                | nominat        | Resultat |
| ---- | ----------------------- | ------------------------ | -------------- | -------- |
| 1986 | Premis Laurence Olivier | Millor musical           | Millor musical | nominat  |
| 1986 | Premis Laurence Olivier | Millor actriu de musical | Elaine Paige   | nominada |
| 1986 | Premis Laurence Olivier | Millor Actor de Musical  | Tommy Körberg  | nominat  |

### Producció original de Broadway
| Any  | Premi      | Categoria                             | nominat       | Resultat |
| ---- | ---------- | ------------------------------------- | ------------- | -------- |
| 1988 | Premi Tony | Millor actor protagonista de musical  | David Carroll | nominat  |
| 1988 | Premi Tony | Millor actriu protagonista de musical | Judy Kuhn     | nominada |